# Họ Lạc tiên
Họ Lạc tiên (danh pháp khoa học: Passifloraceae) là một họ thực vật có hoa chứa khoảng 935 loài trong khoảng 27 chi. Chúng bao gồm các loại cây thân gỗ, cây bụi, dây leo và chủ yếu tìm thấy trong khu vực nhiệt đới.
Họ này có tên gọi từ hoa lạc tiên thuộc chi Passiflora, là chi bao gồm cả các loại cây cho quả ăn được như Passiflora edulis cũng như các loại cây trồng trong vườn như lạc tiên hoa tía (Passiflora incarnata) và lạc tiên hoa vàng (Passiflora lutea) hay dưa gang tây (Passiflora quadrangularis).
Trong hệ thống Cronquist cũ thì người ta đặt họ này vào trong bộ Violales, nhưng trong các hệ thống phân loại gần đây chẳng hạn hệ thống của Angiosperm Phylogeny Group thì nó được đưa vào trong bộ Malpighiales.

## Phân loại
Phân loại dưới đây lấy theo hệ thống APG III năm 2009:
- Passifloroideae Burnett (= Passifloraceae nghĩa APG II): Khoảng 16-18 chi, 705 loài. Phân bố trong khu vực nhiệt đới tới ôn đới ấm, đặc biệt đa dạng tại châu Phi và châu Mỹ. Các chi đa dạng nhất: Passiflora (525 loài), Adenia (100 loài).
  - Tông Passifloreae: 10 chi, 675 loài. Phân bố tại khu vực nhiệt đới tới ôn đới ấm, đặc biệt tại châu Phi và châu Mỹ.
    - Adenia (bao gồm cả Blepharanthes, Clemanthus, Echinothamnus, Erythrocarpus, Jaeggia, Keramanthus, Kolbia, Machadoa, Microblepharis, Modecca, Ophiocaulon, Paschanthus)
    - Ancistrothyrsus
    - Basananthe (bao gồm cả Carania, Tryphostemma)
    - Crossostemma
    - Deidamia (bao gồm cả Thompsonia)
    - Dilkea
    - Efulensia (bao gồm cả Giorgiella, Sematanthera)
    - Mitostemma
    - Passiflora (bao gồm cả Anthactinia, Asephananthes, Baldwinia, Ceratosepalum, Cieca, Decaloba, Disemma, Granadilla, Hollrungia, Monactineirma, Murucuja, Pentaria, Poggendorffia, Tacsonia, Tetrapathaea, Tetrastylis)
    - Schlechterina

  - Tông Paropsieae: 6 chi với khoảng 22 loài. Chi đa dạng nhất là Paropsia (12 loài). Phân bó tại vùng nhiệt đới, đặc biệt là Tây Phi.
    - Androsiphonia
    - Barteria
    - Paropsia (bao gồm cả Hounea)
    - Paropsiopsis
    - Smeathmannia
    - Viridivia
- Malesherbioideae Burnett (đồng nghĩa: Malesherbiaceae D. Don): 1 chi, 24 loài. Tại khu vực Andes ở Nam Mỹ, từ Peru kéo dài về phía nam, đạc biệt đa dạng tại miền bắc Chile.
  - Malesherbia (bao gồm cả Gynopleura)
- Phân họ Turneroideae Eaton: Phân họ Hoa thời chung (đồng nghĩa: Piriquetaceae Martynov, Turneraceae de Candolle): 10 chi, 205 loài. Các chi đa dạng nhất là Turnera (122 loài), Piriquetia (44 loài). Phân bố: Nhiệt đới tới ôn đới ấm thuộc châu Mỹ và châu Phi.
  - Adenoa
  - Erblichia
  - Hyalocalyx
  - Loewia
  - Mathurina
  - Piriqueta
  - Stapfiella
  - Streptopetalum
  - Tricliceras (bao gồm cả Wormskioldia)
  - Turnera: Chi Đông hầu